# Керенка (Никольский район)
Керенка — упразднённое село в Никольском районе Пензенской области России. На момент упразднения входило в состав Керенского сельсовета.

## География
Урочище находится в северо-восточной части Пензенской области, в подзоне северной лесостепи, в пределах западного склона Приволжской возвышенности, на правом берегу реки Керенки, на расстоянии примерно 9 километров (по прямой) к юго-западу от города Никольска, административного центра района. Абсолютная высота — 206 метров над уровнем моря.

## История
Основано около 1700 года братьями Иваном и Дмитрием Байдиковыми. В 1771 году была построена каменная церковь, освящённая во имя святой Троицы. В Троицкой церкви дьяконом служил дед будущего председателя Временного правительства России А. Ф. Керенского Михаил Керенский, взявший себе фамилию от названия села.
По состоянию на 1911 год в Керенке, входившей в состав Николо-Пёстровской волости Городищенского уезда, имелись: две крестьянских общины, 188 дворов, церковь, церковно-приходская школа, три мельницы с нефтяными двигателями, две кузницы, кирпичный сарай и лавка. Население села того периода составляло 1133 человек.
По данным на 1955 год являлось центром Керенского сельсовета. Действовал колхоз имени Молотова.
Упразднена в октябре 2009 года в связи с отсутствием официально зарегистрированных жителей.

## Население
| 1748  | 1785 | 1864 | 1877 | 1897 | 1911  | 1926  |
| ----- | ---- | ---- | ---- | ---- | ----- | ----- |
| 404   | ↗450 | ↗604 | ↗739 | ↗806 | ↗1133 | ↗1167 |
| 1930  | 1959 | 1979 | 1989 | 1996 | 2002  |       |
| ↗1179 | ↘788 | ↘186 | ↘58  | ↘30  | ↘13   |       |

Национальный состав
Согласно результатам переписи 2002 года, в национальной структуре населения русские составляли 100 %.